# أناجني
أناجني، (بالإنجليزية: Anagni)‏، هي مدينة قديمة، وبلدية في مقاطعة فروزينوني، لاتيوم، وسط إيطاليا، في التلال شرق جنوب شرق روما. إنه مركز تاريخي وفني للوادي اللاتيني.

## السكان
في سنة 1871 بلغ عدد السكان 8٬256 نسمة، وتطور العدد ليصل في سنة 2011 لـ 21٬441 نسمة.
يظهر هذا المخطط البياني تطور النمو السكاني لـ أناجني

## توأمة
لأناجني اتفاقيات توأمة مع كل من:
- L'Isle-sur-la-Sorgue [الإنجليزية]‏
- غنيزنو

## أعلام
- إيمانويل بيسولي
- مانويلا أركوري
- أدريان الرابع
- غريغوري التاسع
- بونيفاس الثامن